# Jadegar Mohamed
Jadegar Mohamed (tatarsko Yädegär Möxämmäd)  je bil zadnji kan Kazanskega kanata, ki je vladal od marca do oktobra 1552, * 1522, Astrahanski kanat, † 1565, Carska Rusija. 
Bil je sin astrahanskega kana Kasima II. Od leta 1542 do 1550 je bil v službi Carske Rusije in se udeležil napada na Kazan leta 1550, potem pa se je pridružil Nogajcem. Ker je bil Kazan leta 1550  tik pred porazom, je miroljubna struja kazanskega plemstva privolila, da kazanski prestol zasede proruski kan Šahgali. Leta 1552 je v Kazanu prišla na oblast domoljubna struja plemstva. Šahgali je pobegnil, plemstvo pa je na prestol Kazanskega kanata povabilo Jadegarja Mohameda. Novi kan je začel vojno proti Rusom, ki so nato že oktobra 1552 osvojili Kazan. 
Jadegar Mohamed se je leta pokristjanil, privzel ime Simeon Kasajevič in živel v Moskvi kot ruski plemič.

## Vira
- Henry Hoyle Howorth (1880). History of the Mongols, Part 2. str. 412-429.
- Yädegär Möxämmäd. Tatar Encyclopaedia. Kazan: The Republic of Tatarstan Academy of Sciences. Institution of the Tatar Encyclopaedia. 2002 (v tatarščini).

| Jadegar Mohamed Rojen: 1522 Umrl: 1565 |                            |                                        |
| Vladarski nazivi                       |                            |                                        |
| Predhodnik: Šahgali                    | Kan Kazanskega kanata 1552 | Naslednik: Ivan Grozni (kot ruski car) |